# 貝蒂 (狗)
貝蒂（Betsy，生於2002年）是一隻黑白相間的長毛边境牧羊犬，被認為是世界上最聰明的狗之一。

## 生平
貝蒂與她的主人住在奥地利維也納，主人化名「Schäfer」（英語：  Shepherd)，貝蒂也是動物認知的研究人員為她取的假名。貝蒂在 10週大時已能聽從指令坐下，並知道許多物體的名字，例如球和一組鑰匙，還會根據口頭指令將其取回。 貝蒂是在她的主人應《國家地理雜誌》的要求提交聰明的動物進行研究而被發現。貝蒂是唯二智商超過瑞科的狗（另一隻為切瑟，亦為邊境牧羊犬），瑞科也是一隻邊境牧羊犬，懂200多個單詞。貝蒂在2008年3月登上了《國家地理》的封面 。

## 智力
貝蒂的詞彙量超過340個詞，在智力和横向思维方面可與類人猿媲美。貝蒂在只要聽過一個詞兩次，就能夠辨認這個聲音是指令（command）還是教導（instruction），並以判斷結果來看待這個聲音。人們認為貝蒂的學習方式與人類幼兒相同，甚至更快。貝蒂能夠解釋二維照片與其所描繪物體之間的相關性，並且能夠在從未見過描繪的物體或照片的情況下，只藉由觀看圖片就找到物品。在測試期間，貝蒂在40次中有38次取回正確的項目。貝蒂只以名字能認出15個人。目前認為，貝蒂非凡的智力可以歸因於狗與人類的長期聯繫、演化和她的品種（心理学教授斯坦利·科倫在他的書《犬類智商》中發現邊境牧羊犬是狗之中最聰明的品種）。對貝蒂進行測試的認知心理學家茱莉安·卡明斯基（Juliane Kaminski）假設，貝蒂的能力是邊境牧羊犬這個品種被用來作為工作犬的結果，牠們的動機程度很高，而且歷史上牠們在從事放牧工作時必須密切注意主人的命令。